# Céleste Bulkeley

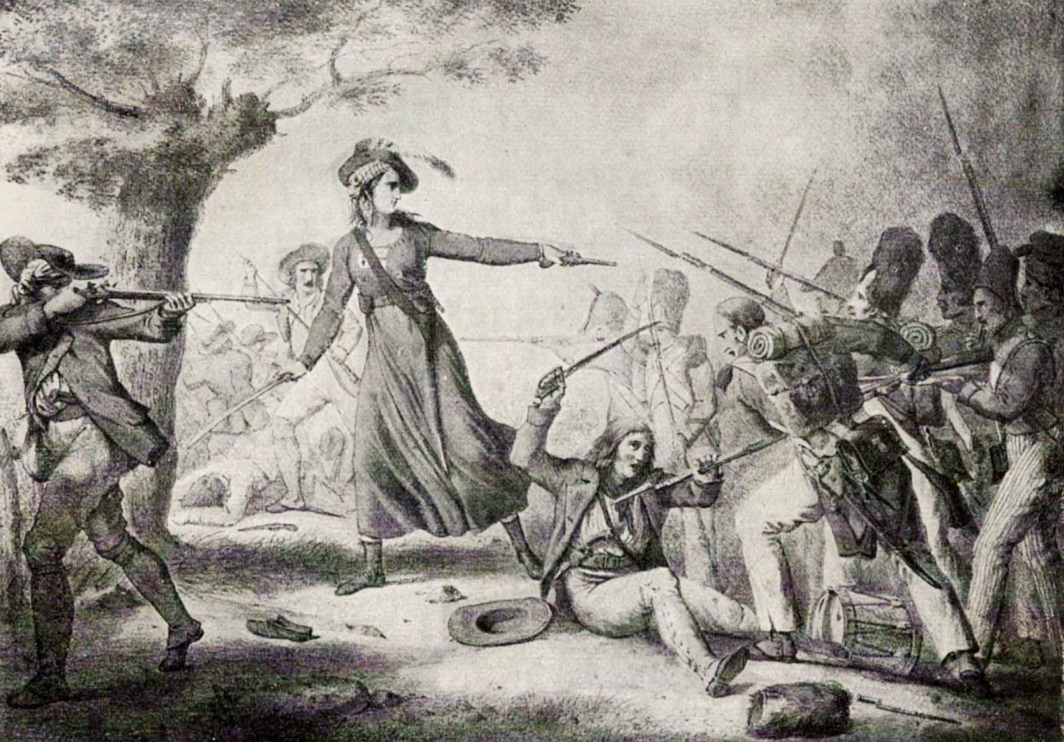
Céleste Bulkeley

Céleste Bulkeley, född 1759, död 1832, var en fransk soldat i den rojalistiska och katolska upprorsarmén under Revolten i Vendée under franska revolutionen. Hon var en av åtminstone sex kvinnliga soldater kända som amasoner under befäl av François Athanase de Charette de la Contrie. Céleste Bulkeley är särskilt berömd eftersom hon länge inkluderades i de franska skolböckerna som nationalhjältinna.